# Nuortajauratj (Arvidsjaurs socken, Lappland)
Nuortajauratj är en sjö i Arvidsjaurs kommun i Lappland och ingår i Piteälvens huvudavrinningsområde. Sjön har en area på 0,182 kvadratkilometer och ligger 377 meter över havet. Nuortajauratj ligger i Piteälven Natura 2000-område.

## Delavrinningsområde
Nuortajauratj ingår i det delavrinningsområde (732321-164157) som SMHI kallar för Utloppet av Abraur. Medelhöjden är 384 meter över havet och ytan är 70,24 kvadratkilometer. Räknas de 46 avrinningsområdena uppströms in blir den ackumulerade arean 613,44 kvadratkilometer. Abmoälven som avvattnar avrinningsområdet har biflödesordning 2, vilket innebär att vattnet flödar genom totalt 2 vattendrag innan det når havet efter 177 kilometer. Avrinningsområdet består mestadels av skog (63 procent). Avrinningsområdet har 18,54 kvadratkilometer vattenytor vilket ger det en sjöprocent på 26,4 procent.